# Helmut Lilie
Helmut Lilie (* 11. März 1923 in Erfurt; † 27. Januar 2025) war ein deutscher Chemiker, Hochschullehrer und Politiker der SED, der unter anderem von 1961 bis 1965 Präsident des Deutsches Amtes für Meßwesen (DAM) beziehungsweise zwischen 1973 und 1989 Präsident des Amtes für Standardisierung, Meßwesen und Warenprüfung (ASMW) war.

## Leben
Helmut Lilie legte nach dem Besuch der Vorstudienanstalt sein Abitur ab und wurde 1945 erst Mitglied der Kommunistische Partei Deutschlands (KPD) sowie nach deren Zwangsvereinigung mit der SPD am 21./22. April 1946 Mitglied der Sozialistischen Einheitspartei Deutschlands SED. Er begann ein Chemiestudium an der Friedrich-Schiller-Universität Jena, an der er 1953 seine Promotion zum Doktor der Naturwissenschaften (Dr. rer. nat.) mit einer Dissertation über die Chemie der Reinecke-Salze abschloss. In der Folgezeit war er des Mitarbeiter des Deutschen Amtes für Maß und Gewicht (DAMG) und zunächst Leiter eines chemischen Prüflabors, Prüfdienststellenleiter und später Leiter der Fachabteilung für technische Chemie. Zwischenzeitlich schloss er seine Habilitation ab und war Vizepräsident des DAMG.
1961 übernahm er von Max Rüffle das Amt des Präsidenten des Deutschen Amtes für Meßwesen (DAM), welches aus dem aus dem DAMG hervorgegangen war, und bekleidete dieses bis 1965, woraufhin Rolf Görbing Präsident des aus dem DAM hervorgegangenen Deutschen Amtes für Meßwesen und Warenprüfung (DAMW) wurde. Er übernahm 1963 eine Professur für Warenkunde an der Hochschule für Binnenhandel in Leipzig und war des Weiteren seit 1962 Mitglied des Forschungsrates der DDR. Zudem war er von 1965 bis 1972 stellvertretender Vorsitzender der Staatlichen Plankommission (SPK) und bekleidete zuletzt den Rang eines Staatssekretärs.
Lilie wurde 1973 als Nachfolger von Rolf Görbing Präsident des Amtes für Standardisierung, Meßwesen und Warenprüfung (ASMW), welches wiederum neu aus dem Amt für Standardisierung, Meßwesen und Warenprüfung (ASMW) entstanden war, und hatte dieses Amt bis zu seinem Eintritt in den Ruhestand im Frühjahr 1989. Darüber hinaus fungierte er als Vorsitzender der Ständigen Kommission für Standardisierung im Rat für gegenseitige Wirtschaftshilfe (RGW).

## Veröffentlichungen
- Qualitätssicherung und Standardisierung. Handbuch, Verlag Die Wirtschaft, Berlin 1979, Neuauflagen 1985, 1987
- Hohe Qualität. Tempogewinn für den Sozialismus, Verlag Die Wirtschaft, Berlin 1987